# Richard Benjamin

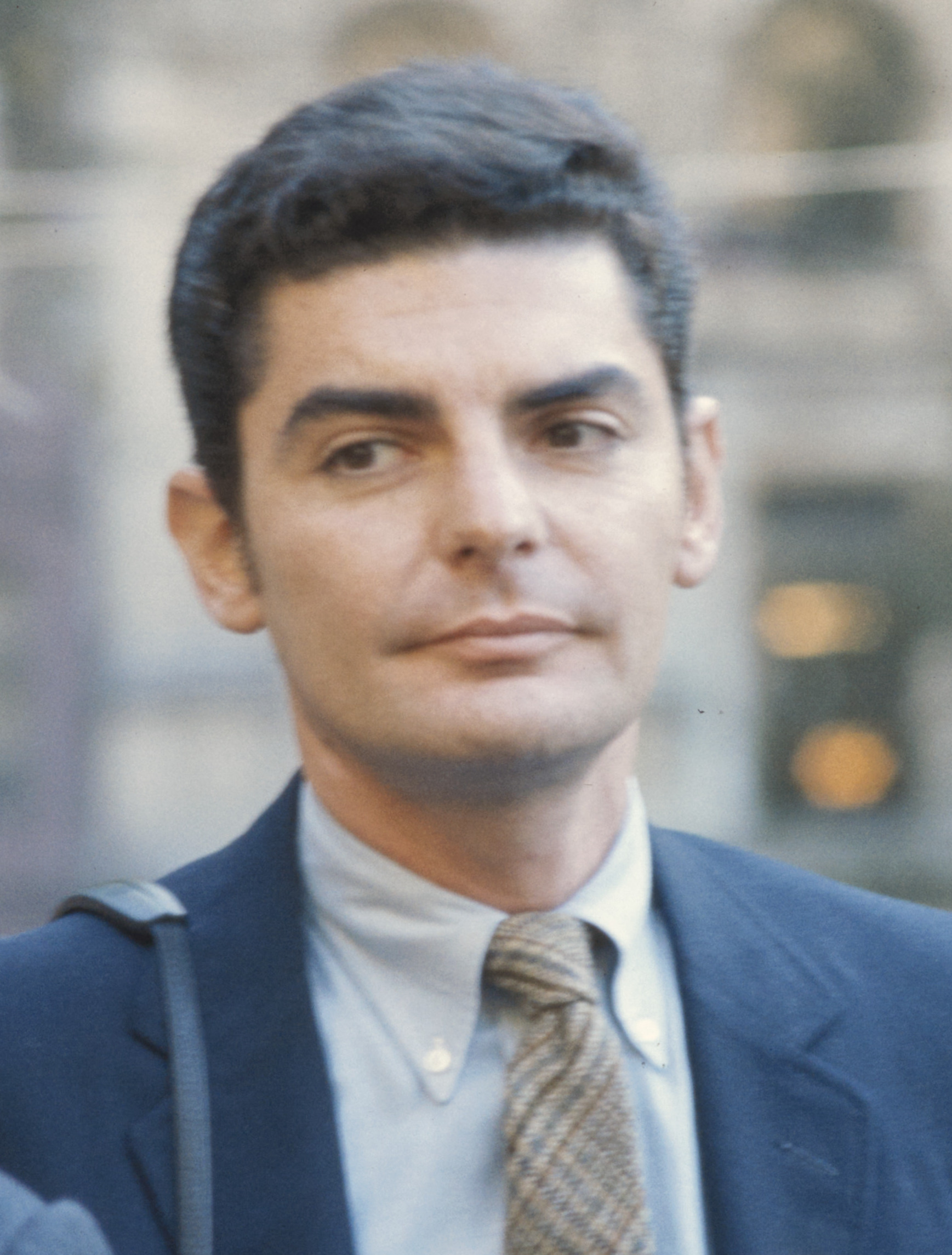
Richard Benjamin (1972)

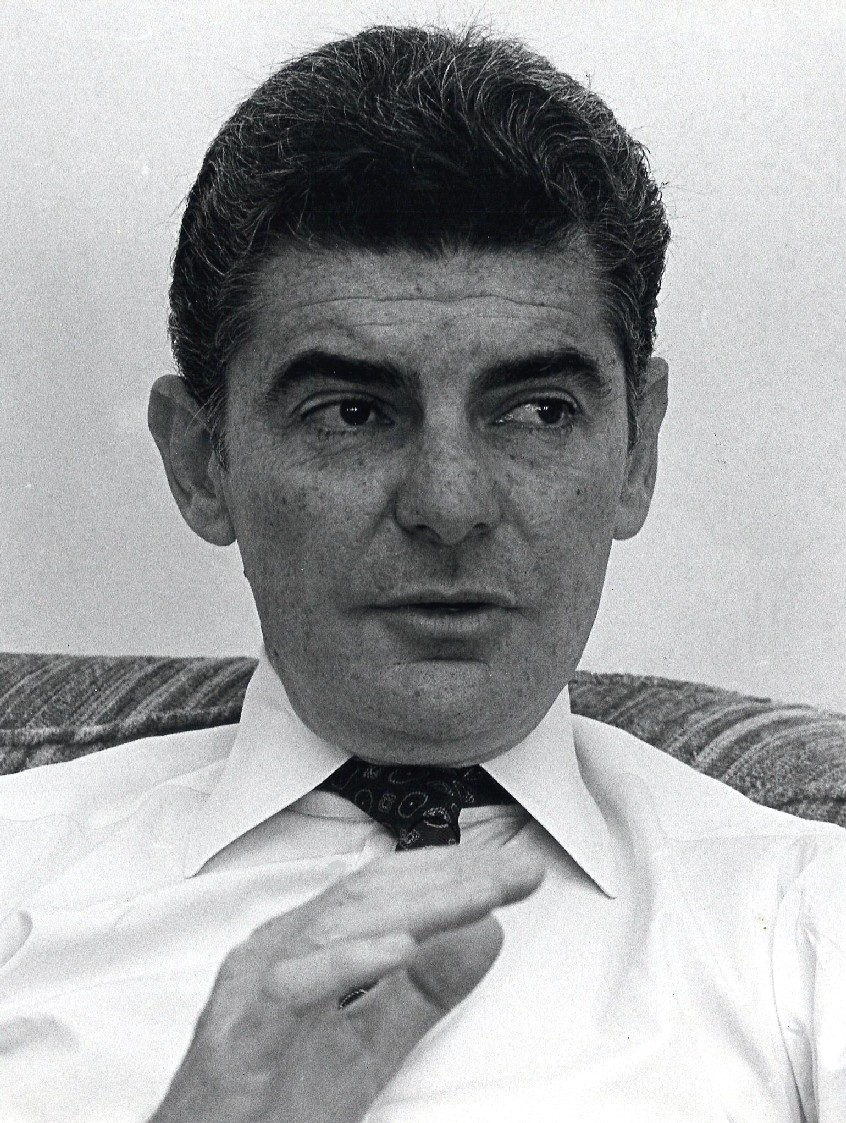
Richard Benjamin im Juli 1986

Richard Benjamin (* 22. Mai 1938 in New York City, New York) ist ein US-amerikanischer Schauspieler und Regisseur bei Film, Fernsehen und Theater.

## Leben
Der aus einer jüdischen Familie in New York stammende Benjamin studierte Schauspiel an der Northwestern University. In den 1960er-Jahren spielte er in zahlreichen Theaterproduktionen, bei denen er teilweise auch die Regie übernahm. Unter anderem spielte er in Neil Simons Stücken The Star-Spangled Girl und Barefoot in the Park. Nach anfänglich kleineren Fernsehrollen wurde Benjamin durch seine Hauptrolle in der Fernsehserie He & She bekannt, für die er im Jahr 1968 für den Emmy Award nominiert wurde, obgleich die Serie bereits nach einer Staffel eingestellt wurde.
Sein Kinodebüt machte Benjamin im Jahr 1969 in der Schwarzen Komödie Goodbye, Columbus (1969), einer Verfilmung des Romans Goodbye, Columbus von Philip Roth. Benjamin erhielt für sein Kinodebüt eine Nominierung für den Laurel Award und sollte 1972 in der Verfilmung von Roths Portnoys Beschwerden nochmals das Alter Ego von Philip Roth spielen. Endgültig als Filmschauspieler bekannt machten Benjamin größere Rollen in dem satirischen Antikriegsfilm Catch-22 – Der böse Trick (1970) von Mike Nichols und dem Science-Fiction-Thriller Westworld (1973) von Michael Crichton. Für seinen Auftritt in der Komödie Die Sunny Boys aus dem Jahr 1975 gewann Benjamin 1976 den Golden Globe Award. Besonders oft spielte Benjamin im Laufe seiner Filmkarriere nervöse oder neurotisch wirkende Charaktere, häufig aus gutem Hause und mit intellektuellem Hintergrund.
Nachdem Benjamin Ende der 1970er-Jahre bei ersten Fernsehproduktionen auch Regie geführt hatte, gab er 1982 mit der Komödie Ein Draufgänger in New York seinen Einstand als Kinoregisseur. In dieser Funktion arbeitete er seit Die Zeit verrinnt, die Navy ruft (1984) wiederholt mit der Filmeditorin Jacqueline Cambas zusammen. Obgleich er auch in anderen Genres inszenierte (etwa den Thriller Little Nikita mit Sidney Poitier), wurde Benjamin als Regisseur von Komödien am bekanntesten: so etwa Geschenkt ist noch zu teuer (1986) mit Tom Hanks, Meine Stiefmutter ist ein Alien (1988) mit Dan Aykroyd und Kim Basinger, Meerjungfrauen küssen besser (1990) mit Cher und Bob Hoskins sowie Made in America (1993) mit Whoopi Goldberg. Zuletzt führte Benjamin im Jahr 2006 bei dem Fernsehfilm Das kleine Mord-Problem die Regie (Stand: November 2022).
Parallel zu seiner Regiekarriere stand Benjamin auch weiterhin als Schauspieler vor der Kamera, wenngleich in unregelmäßigeren Abständen. So trat Benjamin unter anderem 1997 in der Woody-Allen-Komödie Harry außer sich auf, außerdem war er in Fernsehproduktionen wie den Serien Bradburys Gruselkabinett und Ray Donovan als Gastdarsteller zu sehen.
Benjamin ist seit dem 26. Oktober 1961 mit der Schauspielerin Paula Prentiss verheiratet und hat zwei Kinder. Prentiss und er standen seit He & She, wo sie die Hauptrollen übernahmen, mehrfach gemeinsam vor der Kamera.

## Filmografie (Auswahl)

### Als Schauspieler
- 1962/1963: Dr. Kildare (Fernsehserie, 2 Folgen)
- 1967–1968: He & She (Fernsehserie, 26 Folgen)
- 1969: Zum Teufel mit der Unschuld (Goodbye, Columbus)
- 1970: Catch-22 – Der böse Trick (Catch-22)
- 1970: Tagebuch eines Ehebruchs (Diary of a Mad Housewife)
- 1972: Portnoys Beschwerden (Portnoy’s Complaint)
- 1973: Sheila (The Last of Sheila)
- 1973: Westworld
- 1975: Die Sunny Boys (The Sunshine Boys)
- 1977–1978: Quark (Fernsehserie, 8 Folgen)
- 1978: Hausbesuche (House Calls)
- 1979: Liebe auf den ersten Biss (Love at First Bite)
- 1979: Scavenger Hunt
- 1980: Einmal Scheidung, bitte! (The Last Married Couple in America)
- 1980: Zahltag im Supermarkt (How to Beat the High Co$t of Living)
- 1980: Ene Mene Mu und Präsident bist du (First Family)
- 1981: Samstag, der 14. (Saturday the 14th)
- 1983: Auf und davon (Packin' It In, Fernsehfilm)
- 1992: Bradburys Gruselkabinett (The Ray Bradbury Theater, Fernsehserie, Folge 5x07)
- 1997: Harry außer sich (Deconstructing Harry)
- 1998: Krieg im Pentagon (The Pentagon Wars, Fernsehfilm)
- 1999: Verrückt nach dir (Mad About You, Fernsehserie, Folge 7x12)
- 2000: Titus (Fernsehserie, Folge 2x08)
- 2001: The Shrink is in – Wahnsinn auf zwei Beinen! (The Shrink Is In)
- 2003: Marci X – Uptown Gets Down (Marci X)
- 2004: Schauspieler und andere Katastrophen (The Goodbye Girl, Fernsehfilm)
- 2008: Henry Poole – Vom Glück verfolgt (Henry Poole Is Here)
- 2014: Ray Donovan (Fernsehserie, Folge 2x08)
- 2014: Old Soul (Fernsehfilm)

### Als Regisseur (komplett)
- 1979: Where’s Poppa? (Fernsehfilm)
- 1980: Semi-Tough (Fernsehserie, Folge Barbara Jane Moves Out)
- 1982: Ein Draufgänger in New York (My Favorite Year)
- 1984: Die Zeit verrinnt, die Navy ruft (Racing with the Moon)
- 1984: City Heat – Der Bulle und der Schnüffler (City Heat)
- 1986: Geschenkt ist noch zu teuer (The Money Pit)
- 1988: Little Nikita
- 1988: Meine Stiefmutter ist ein Alien (My Stepmother Is an Alien)
- 1990: Downtown
- 1990: Meerjungfrauen küssen besser (Mermaids)
- 1993: Made in America
- 1994: Taschengeld (Milk Money)
- 1996: Mrs. Winterbourne
- 1998: Mein Uropa, der Held (Tourist Trap) (Fernsehfilm)
- 2001: The Sports Pages (Fernsehfilm)
- 2001: Most Original (Fernsehfilm)
- 2001: The Shrink is in – Wahnsinn auf zwei Beinen! (The Shrink Is In)
- 2003: Marci X – Uptown Gets Down (Marci X)
- 2004: The Goodbye Girl (Fernsehfilm)
- 2006: Das kleine Mord-Problem (A Little Thing Called Murder) (Fernsehfilm)